# غرفة تحكم

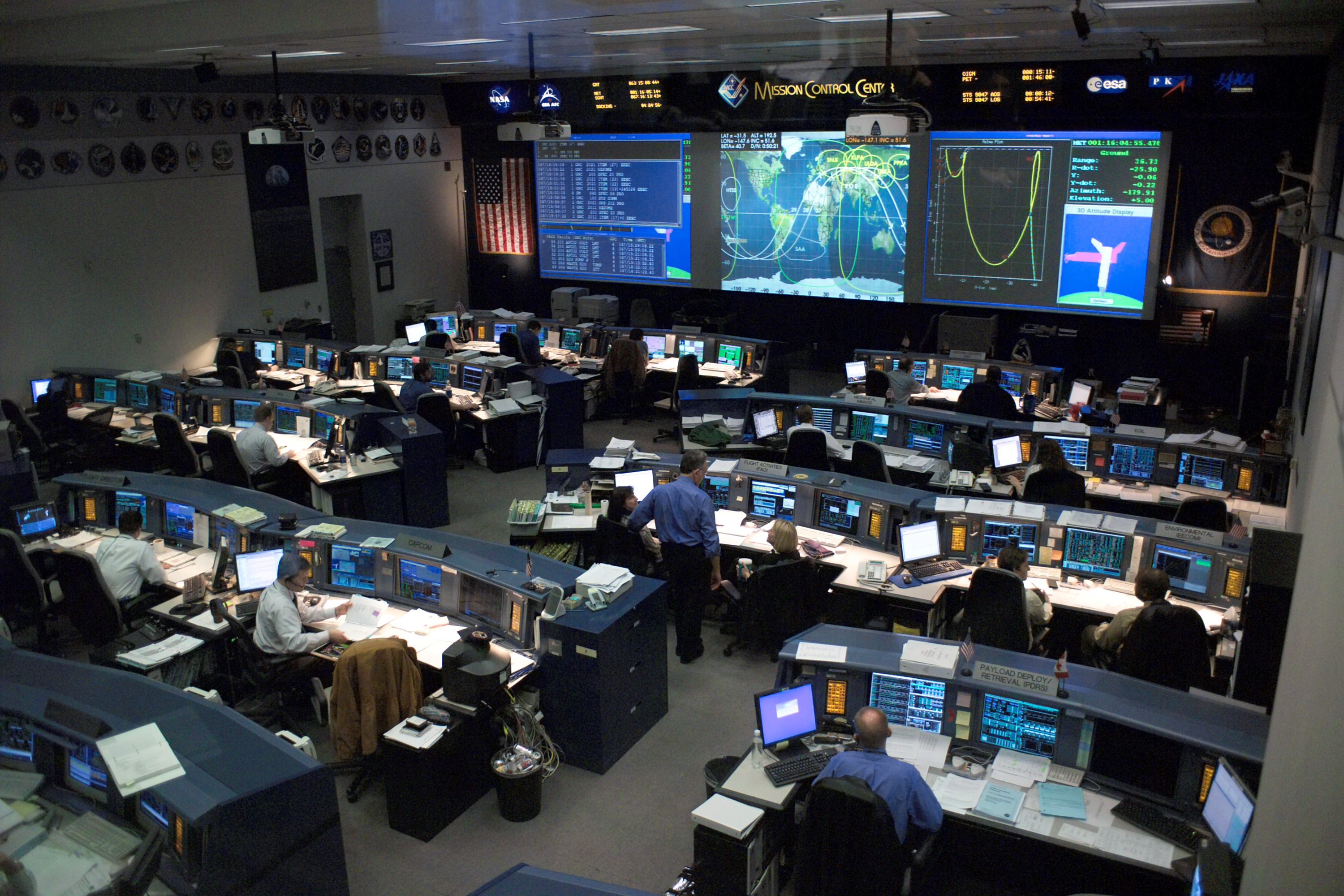
غرفة تحكم في ناسا

غرفة التحكم مركز العمليات أو مركز التحكم في العمليات هي غرفة بمثابة مساحة مركزية يوجد بها مرفق مادية كبيرة أو خدمة مشتتة مادية يمكن رصدها والسيطرة عليها. وغالبا ما تكون غرفة التحكم جزءًا من مركز قيادة أكبر.